# Лидија и Љиља
Лидија и Љиља је била женска музичка група, која се састојала од сестара близнакиња Љиљане и Лидије Милошевић. Песме ду им биле микс поп-фолка, турбофолка и денс музике, а најпознатије су по песми Српски младићи са првог албума, за коју постоји и музички спот. Издале су четири музичка албума и неколико синглова.

## Дискографија

### Албуми
- Лидија и Љиља (1996, Зам)
- Сестре (1997, Лазаревић продукција)
- Љубав и слобода (1999, Зам, Зам плус)
- Дивље срце (самоиздат)

### Синглови
- Да ли љубиш праву (2010)
- Могу и ја (2010)[2]